# 光が丘警察署
光が丘警察署（ひかりがおかけいさつしょ）は、警視庁が管轄する警察署の一つである。第十方面本部所属。
練馬区の北部を管轄している。
署員数およそ270名、識別章所属表示はRJ。署長は警視。

## 所在地
東京都練馬区光が丘二丁目9番8号
最寄駅：都営大江戸線・光が丘駅

## 管轄区域
練馬区のうち、以下の町丁の全域を管轄。
- 錦一・二丁目
- 北町一・二・三・四・五・六・七・八丁目
- 田柄一・二・三・四・五丁目
- 光が丘一・二・三・四・五・六・七丁目
- 旭町一・二・三丁目
- 土支田一・二・三・四丁目
- 高松一・二・三・四・五・六丁目
- 谷原一・二・三・四・五・六丁目
- 三原台一・二・三丁目
- 高野台一・二・三・四・五丁目
- 富士見台一・二・三・四丁目
- 南田中一・二・三・四・五丁目

## 沿革
- 1990年（平成2年）4月1日　練馬警察署、石神井警察署から分離して創設。

## 組織
- 警務課
- 交通課
- 警備課
- 地域課
- 刑事組織犯罪対策課
- 生活安全課

## 交番
- 北町交番（練馬区北町一丁目14番6号） - 1959年4月10日に北町一丁目駐在所と北町駐在所を廃止して設置。
- 田柄交番（練馬区田柄四丁目30番18号） - 1967年4月25日に駐在所から転換。
- 土支田交番（練馬区旭町一丁目42番9号） - 1966年7月25日に駐在所から転換。
- 練馬高野台駅前交番（練馬区高野台一丁目7番28号） - 1962年5月10日南田中駐在所が派出所となり、1969年5月14日に高野台に移転し高野台派出所となり、1997年10月8日に現在地へ移転。
- 光が丘三丁目交番（練馬区光が丘三丁目3番1号）
- 三原台交番（練馬区谷原六丁目9番2号）
- 谷原交番（練馬区高野台二丁目27番18号） - 2013年3月27日に高野台四丁目から移転。

## 駐在所
- 旭町駐在所（練馬区旭町三丁目20番8号）
- 高松駐在所（練馬区高松二丁目27番24号）

## 地域安全センター
- 光が丘公園地域安全センター（練馬区光が丘四丁目1番3号） - 2007年（平成19年）4月1日に光が丘公園交番から転換。
- 富士見台地域安全センター（練馬区富士見台二丁目18番24号） - 2007年（平成19年）4月1日に富士見台交番から転換。

## 不祥事
- 生活安全課長が2013年11月に知人の女性警察官に無理やりにキスし、被害届を受けての強制わいせつ罪で12月に逮捕される。2014年1月、3ヶ月の停職処分を受けて辞職。